# Penitenciária Federal de Campo Grande
A Penitenciária Federal de Segurança Máxima de Campo Grande localiza-se na zona rural de Campo Grande, Mato Grosso do Sul. A Penitenciária foi inaugurada em 21 de dezembro de 2006 pelo ex-ministro da Justiça, Márcio Thomaz Bastos.

## Características
A Penitenciária Federal de Campo Grande tem 12,6 mil metros quadrados de área construída e capacidade para 208 presos em celas individuais, divididas em quatro módulos. É dotada de infraestrutura e equipamentos de segurança de última geração, como aparelho de raios X, de coleta de impressão digital e detectores de metais de alta sensibilidade.
Assim como a Penitenciária Federal de Catanduvas, no Paraná o presídio foi construído para abrigar criminosos de alta periculosidade, que comprometam a segurança dos presídios, possam ser vítimas de atentados ou estejam em Regime Disciplinar Diferenciado (RDD).
As duas unidades  são monitoradas 24 horas por cerca de 200 câmeras de vídeo. Parte delas está instalada em locais secretos. Elas enviam imagens em tempo real para três centrais de monitoramento – no próprio prédio, na superintendência da Polícia Federal de Campo Grande e na central de inteligência penitenciária do DEPEN, em Brasília.
Advogados, visitantes e funcionários serão submetidos a procedimentos de segurança antes de entrar na unidade. Os advogados não terão contato físico com os detentos e conversarão apenas por interfone. As visitas serão vigiadas por câmeras. Todos os agentes penitenciários federais terão suas conversas com os presos gravadas por microfones de lapela, equipamento de uso obrigatório.
As celas têm aproximadamente 7m², com cama, mesa, banco e prateleiras, lavatório e vaso sanitário feitos de concreto. Já as destinadas aos detentos do RDD têm o dobro do tamanho, porque contam com espaço onde o preso toma banho de sol sem sair da cela.

## Presos notáveis
Atualmente, abriga o extremista de direita Marcelo Valle Silveira Mello (acusado de crimes como terrorismo e pedofilia) e o bicheiro João Arcanjo Ribeiro. Já abrigou o traficante Fernandinho Beira-Mar e o mega traficante colombiano Juan Carlos Abadía